# PINX1
PINX1 (англ. PIN2/TERF1 interacting telomerase inhibitor 1) – білок, який кодується однойменним геном, розташованим у людей на короткому плечі 8-ї хромосоми. Довжина поліпептидного ланцюга білка становить 328 амінокислот, а молекулярна маса — 37 035.
| 10         |  | 20         |  | 30         |  | 40         |  | 50         |
| ---------- |  | ---------- |  | ---------- |  | ---------- |  | ---------- |
| MSMLAERRRK |  | QKWAVDPQNT |  | AWSNDDSKFG |  | QRMLEKMGWS |  | KGKGLGAQEQ |
| GATDHIKVQV |  | KNNHLGLGAT |  | INNEDNWIAH |  | QDDFNQLLAE |  | LNTCHGQETT |
| DSSDKKEKKS |  | FSLEEKSKIS |  | KNRVHYMKFT |  | KGKDLSSRSK |  | TDLDCIFGKR |
| QSKKTPEGDA |  | SPSTPEENET |  | TTTSAFTIQE |  | YFAKRMAALK |  | NKPQVPVPGS |
| DISETQVERK |  | RGKKRNKEAT |  | GKDVESYLQP |  | KAKRHTEGKP |  | ERAEAQERVA |
| KKKSAPAEEQ |  | LRGPCWDQSS |  | KASAQDAGDH |  | VQPPEGRDFT |  | LKPKKRRGKK |
| KLQKPVEIAE |  | DATLEETLVK |  | KKKKKDSK   |  |            |  |            |

A: Аланін

C: Цистеїн

D: Аспарагінова кислота

E: Глутамінова кислота

F: Фенілаланін

G: Гліцин

H: Гістидин

I: Ізолейцин

K: Лізин

L: Лейцин

M: Метіонін

N: Аспарагін

P: Пролін

Q: Глутамін

R: Аргінін

S: Серин

T: Треонін

V: Валін

W: Триптофан

Кодований геном білок за функцією належить до фосфопротеїнів. 
Задіяний у такому біологічному процесі, як альтернативний сплайсинг. 
Локалізований у ядрі, хромосомах, центромерах, кінетохорі.